# Africa Triathlon Union
Die Africa Triathlon Union (ATU) ist der Dachverband im afrikanischen Triathlon, der seit 2001 aktiv in das kontinentale Triathlongeschehen eingreift.

## Organisation
Die Africa Triathlon Union ist der International Triathlon Union (ITU) unterstellt.

Präsidentin der ATU war die Südafrikanerin Liesbeth Stoltz, welche 2008 in Peking bei den Olympischen Spielen auch als Kampfrichterin im Einsatz war.
Im Dezember 2012 wurde Ahmed Nasser zum neuen Präsidenten gewählt.
Mit dabei sind heute elf nationale Organisationen – 2007 schloss sich Tunesien als elfte Nation dem Verband der International Triathlon Union an:
| - Egyptian Triathlon Federation - Ghana Triathlon Federation - Kenyan Triathlon Association - Mauritius Triathlon Federation | - Moroccan Triathlon Association - Namibian Triathlon Association - Nigerian Triathlon Union - Triathlon South Africa (TSA) | - Tunisia Triathlon Federation - Uganda Triathlon Federation - Zimbabwe Triathlon Federation |

## Triathlon

### ATU Afrika-Meisterschaften Triathlon Kurzdistanz

#### Elite
Diese Meisterschaften werden jährlich über die Distanzen 1,5 km Schwimmen, 40 km Radfahren und 10 km Laufen ausgetragen.
| Datum/Jahr    | Austragungsort      | Erster Platz            | Zweiter Platz       | Dritter Platz       |
| ------------- | ------------------- | ----------------------- | ------------------- | ------------------- |
| 19. Apr. 2024 | Hurghada            | Merwann Abassi          | Mohamed Nemsi       | Zakaria Chtioui     |
| 24. Sep. 2022 | Agadir              | Jawad Abdelmoula        | Jamie Riddle        | Nicholas Quenet     |
| 11. Juni 2021 | Scharm asch-Schaich | Henri Schoeman -5-      | Jamie Riddle        | Nicholas Quenet     |
| 22. Apr. 2018 | Rabat               | Badr Siwane -2-         | Gregory Ernest      | Tautvydas Kopustas  |
| 7. Mai 2017   | Yasmine Hammamet    | Badr Siwane -1-         | Gregory Ernest      | Keegan Cooke        |
| 20. März 2016 | Buffalo City        | Henri Schoeman -4-      | Wian Sullwald       | Basson Engelbrecht  |
| 10. Mai 2015  | Scharm asch-Schaich | Henri Schoeman -3-      | Wian Sullwald       | Basson Engelbrecht  |
| 12. Apr. 2014 | Troutbeck           | Henri Schoeman -2-      | Richard Murray      | Wian Sullwald       |
| 25. Mai 2013  | Agadir              | Henri Schoeman -1-      | Wlan Sullwald       | Wikus Weber         |
| 31. März 2012 | Le Morne            | Richard Murray -2-      | Filip Ospalý        | Erhard Wolfaardt    |
| 3. Juli 2011  | Maputo              | Richard Murray -1-      | Hendrik De Villiers | Claude Eksteen      |
| 9. Mai 2010   | Durban              | Sander Berk             | Erhard Wolfaardt    | Hendrik De Villiers |
| 5. Juli 2009  | Durban              | Erhard Wolfaardt -2-    | Claude Eksteen      | Christopher Felgate |
| 8. März 2008  | Hammamet            | Hendrik De Villiers -2- | Erhard Wolfaardt    | Toumy Degham        |
| 31. März 2007 | Le Coco Beach       | Hendrik De Villiers -1- | David Hauss         | Erhard Wolfaardt    |
| 9. Apr. 2006  | Nyanga              | Erhard Wolfaardt -1-    | Rory Mackie         | Travis Campbell     |
| 3. Apr. 2005  | KwaZulu-Natal       | Tim Don                 | Hendrik De Villiers | Brad Storm          |
| 28. März 2004 | Laanbang            | Conrad Stoltz -2-       | Kent Horner         | Lieuw Boonstra      |
| 12. Apr. 2003 | Swakopmund          | Conrad Stoltz -1-       | Tim Don             | Lieuw Boonstra      |

| Jahr | Erster Platz        | Zweiter Platz       | Dritter Platz      |
| ---- | ------------------- | ------------------- | ------------------ |
| 2024 | Vicky Van Der Merwe | Andie Kuipers       | Julie Staub        |
| 2022 | Sarah-Jane Walker   | Shanae Williams     | Hannah Newman      |
| 2021 | Simone Ackermann    | Gillian Sanders     | Basmla Elsalamoney |
| 2018 | Gillian Sanders -6- | Anel Radford        | Shanae Williams    |
| 2017 | Gillian Sanders -5- | Carlyn Fischer      | Anel Radford       |
| 2016 | Mari Rabie -3-      | Gillian Sanders     | Cindy Schwulst     |
| 2015 | Gillian Sanders -4- | Mari Rabie          | Anel Radford       |
| 2014 | Gillian Sanders -3- | Lauren Dance        | Mari Rabie         |
| 2013 | Gillian Sanders -2- | Anel Radford        | Carlyn Fischer     |
| 2012 | Gillian Sanders -1- | Carlyn Fischer      | Kate Roberts       |
| 2011 | Kate Roberts -4-    | Gillian Sanders     | –                  |
| 2010 | Kate Roberts -3-    | Mari Rabie          | –                  |
| 2009 | Andrea Steyn        | Carla Germishuys    | Riana De Lange     |
| 2008 | Mari Rabie -2-      | Kate Roberts        | Beatrice Lanza     |
| 2007 | Kate Roberts -2-    | Mari Rabie          | Claire Kinsley     |
| 2006 | Kate Roberts -1-    | Corinne Berg        | Riana De Lange     |
| 2005 | Mari Rabie -1-      | Kate Roberts        | Dominique Donner   |
| 2004 | Megan Hall -2-      | Panagiota Kastrouni | Claire Kinsley     |
| 2003 | Megan Hall -1-      | Kate Roberts        | Dominique Donner   |

#### Mixed Relay
Parallel werden auch Rennen in der Kategorie Mixed Relay (Gemischte Staffel) ausgetragen.
| \| Datum/Jahr \| Austragungsort \| Erster Platz \| Zweiter Platz \| Dritter Platz \| \| ------------- \| -------------- \| --------------------------------------------------------------------------- \| --------------------------------------------------------------------- \| ------------------------------------------------------------------------------ \| \| 25. Sep. 2022 \| Agadir \| Südafrika Jamie Riddle, Sarah-Jane Walker, Nicholas Quenet, Shanae Williams \| Marokko Jawad Abdelmoula, Ghizlane Assou, Badr Siwane, Islam Bkhibkhi \| Ägypten Mohanad Elshafei, Rawan Mostafa, Siefeldeen Ismail, Basmla Elsalamoney \| |                |                                                                             |                                                                       |                                                                                |
| Datum/Jahr | Austragungsort | Erster Platz                                                                | Zweiter Platz                                                         | Dritter Platz                                                                  |
| 25. Sep. 2022 | Agadir         | Südafrika Jamie Riddle, Sarah-Jane Walker, Nicholas Quenet, Shanae Williams | Marokko Jawad Abdelmoula, Ghizlane Assou, Badr Siwane, Islam Bkhibkhi | Ägypten Mohanad Elshafei, Rawan Mostafa, Siefeldeen Ismail, Basmla Elsalamoney |

#### U23
Parallel werden auch Rennen in der Kategorie U23 ausgetragen.
Die Altersklasse „U23“ umfasst alle Athleten, die am 31. Dezember des Wettkampfjahres 20, 21, 22 oder 23 Jahre alt waren.
| Datum/Jahr    | Austragungsort      | Erster Platz      | Zweiter Platz      | Dritter Platz      |
| ------------- | ------------------- | ----------------- | ------------------ | ------------------ |
| 10. Mai 2015  | Scharm asch-Schaich | Wian Sullwald -2- | Basson Engelbrecht | Eddie Van Heerden  |
| 12. Apr. 2014 | Troutbeck           | Wian Sullwald     | Rudolf Naude       | Eddie Van Heerden  |
| 25. Mai 2013  | Agadir              | Mohamed Khaled    | –                  | –                  |
| 3. Juli 2011  | Maputo              | Abrahm Louw       | Theo Blignaut      | Rudolf Naude       |
| 9. Mai 2010   | Durban              | Richard Murray    | Berndt Burger      | Wikus Weber        |
| 4. Juli 2009  | Durban              | Wikus Weber       | Theo Blignaut      | Valery De Falbaire |
| 8. März 2008  | Hammamet            | Aurélien Lescure  | Mehdi Essadiq      | Cedric Honore      |
| 31. März 2007 | Le Coco Beach       | Mehdi Essadiq     | Gian Wolfaardt     | Valery Jean Michel |

| Jahr | Erster Platz       | Zweiter Platz      | Dritter Platz |
| ---- | ------------------ | ------------------ | ------------- |
| 2015 | Jodie Berry        | –                  | –             |
| 2014 | Cindy Schwulst     | Charne Prinsloo    | Fatma Hagras  |
| 2013 | –                  | –                  | –             |
| 2011 | Fabienne St. Louis | Carlyn Fischer     | Tayla Glover  |
| 2010 | Ashley Finaughty   | Fabienne St. Louis | Lauren Dance  |
| 2009 | Corinne Berg -2-   | Fabienne St. Louis | –             |
| 2008 | Laurie Belkadi     | Fabienne St. Louis | –             |
| 2007 | Corinne Berg       | Fabienne St. Louis | –             |

### ATU Afrika-Meisterschaften Triathlon Mitteldistanz

#### Elite
| Datum/Jahr   | Austragungsort | Erster Platz  | Zweiter Platz   | Dritter Platz    |
| ------------ | -------------- | ------------- | --------------- | ---------------- |
| 6. März 2016 | Midmar Dam     | Matt Trautman | Travis Johnston | Gerhard De Bruin |

| Jahr | Erster Platz    | Zweiter Platz | Dritter Platz     |
| ---- | --------------- | ------------- | ----------------- |
| 2016 | Annah Watkinson | Claire Horner | Desiree Dickinson |

### ATU Afrika-Meisterschaften Triathlon Langdistanz

#### Elite
| Datum/Jahr    | Austragungsort | Erster Platz     | Zweiter Platz    | Dritter Platz |
| ------------- | -------------- | ---------------- | ---------------- | ------------- |
| 17. Feb. 2013 | Sudafrika      | Michael Davidson | Gerhard De Bruin | Mark Pellew   |

| Jahr | Erster Platz   | Zweiter Platz   | Dritter Platz         |
| ---- | -------------- | --------------- | --------------------- |
| 2013 | Jeanni Seymour | Annah Watkinson | Lynette Van Der Merwe |

### ATU Afrika-Meisterschaften Duathlon
| Datum/Jahr    | Austragungsort      | Erster Platz        | Zweiter Platz   | Dritter Platz          |
| ------------- | ------------------- | ------------------- | --------------- | ---------------------- |
| 21. Apr. 2024 | Hurghada            | Mohamed Nemsi       | Moussa Karich   | Albion Ymeri           |
| 8. Apr. 2016  | Scharm asch-Schaich |                     |                 |                        |
| 5. Mai 2013   | Potchefstroom       | Johannes Du Plessis | Travis Johnston | Roger Randrianambinina |

| Jahr | Erster Platz             | Zweiter Platz       | Dritter Platz |
| ---- | ------------------------ | ------------------- | ------------- |
| 2024 | Louisa Marie Middleditch | Man Yun Yong        | Xuan Jie Ng   |
| 2016 |                          |                     |               |
| 2013 | Andrea Steyn             | Liezl Van Der Merwe |               |